# 오리엔테 광장

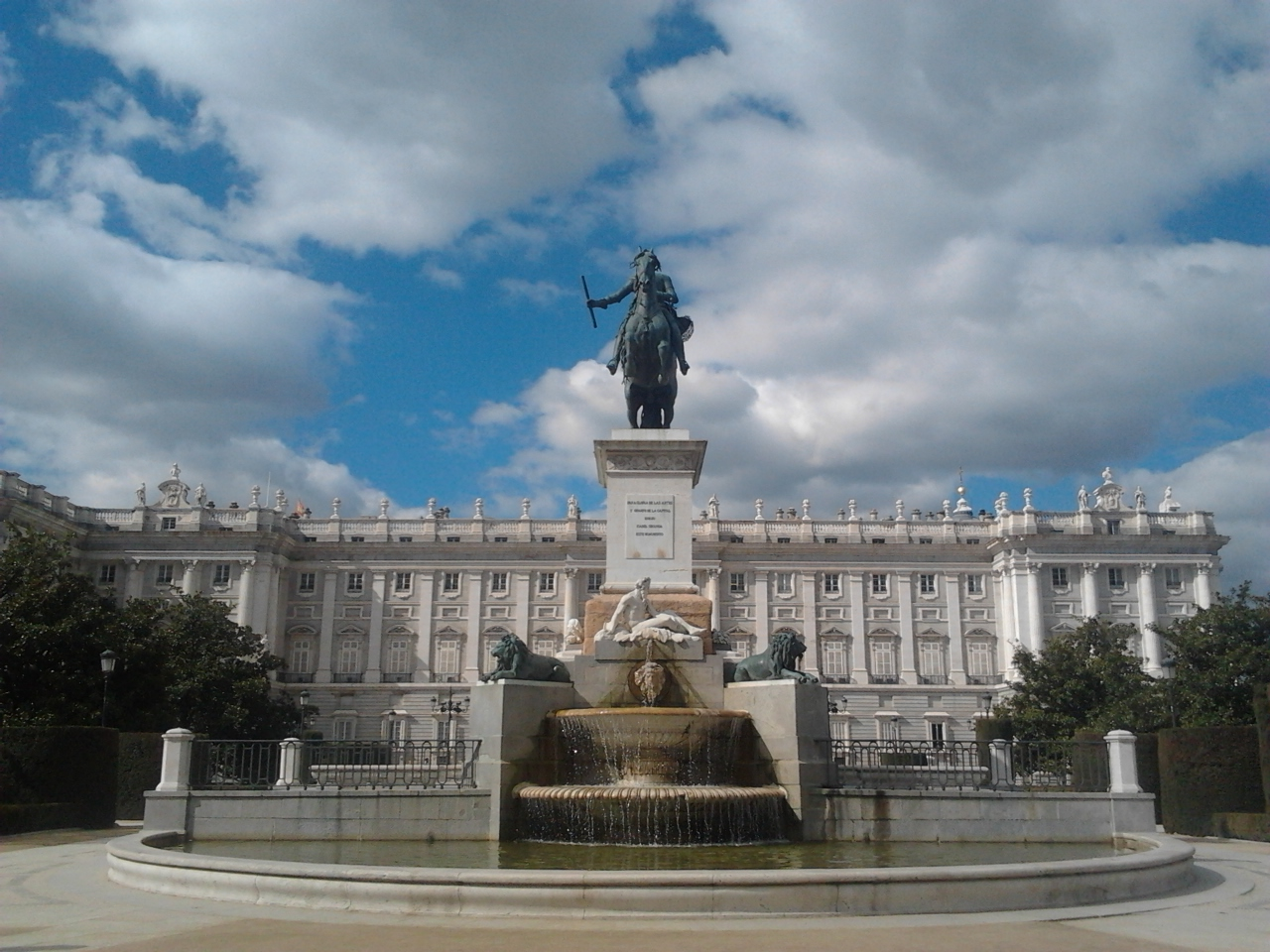
오리엔테 광장

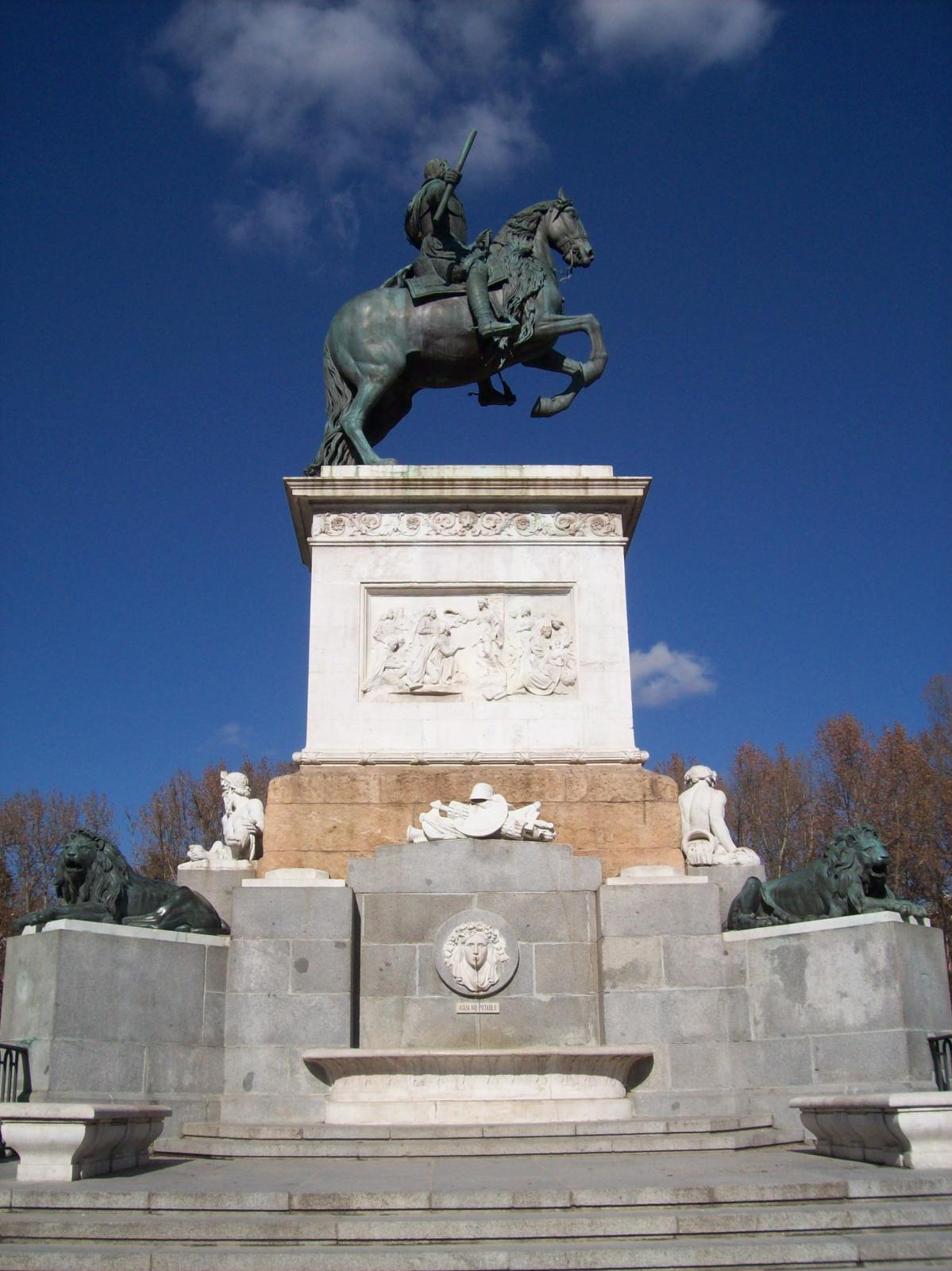
펠리페 4세 기마상

오리엔테 광장(스페인어: Plaza de Oriente 플라사 데 오리엔테[*])은 스페인 마드리드 중심부에 있는 광장이다. 마드리드 왕궁 동쪽에 있어서 오리엔테 (동쪽) 광장으로 명명했다. 광장 동쪽에는 왕립극장, 북쪽에는 라 엔카르시온 수도원이 있다.

## 펠리페 4세 기마상
광장 중심에는 펠리페 4세의 기마상이 있다. 이 기마상은 이탈리아 조각가 피에트로 타카가 디에고 벨라스케스가 그린 초상화를 참고로 머리를 만들었으며, 가슴은 후안 마르티네스 몬타네스가 만들었다. 펠리페 4세는 아버지 펠리페 3세의 기마상 (마요르 광장 소재)보다 뛰어난 자신의 동상을 갖고 싶었했으며, 가스파르 데 구스만이 구체적으로 기마상 제작 지침을 냈다. 1843년 이사벨 2세의 명령으로 오리엔테 광장에 설치됐다. 동상은 동쪽을 향하고 있다.